# Whitby, Ontario
Whitby är en stad i Durham Region i Kanada. Folkmängden uppgick 2011 till 122 022. Whitby ligger i södra Ontario, öster om Toronto vid Ontariosjöns norra strand, och härifrån styrs Durham Region. Medan södra delen är mer tätbebyggd och industrialiserad är den norra mer lantlig, med samhällen som Ashburn, Brooklin, Myrtle och Myrtle Station.

### Fotnoter
1. ↑  ”Série « Perspective géographique », Recensement de 2011 – Subdivision de recensement, Whitby, T - Ontario” (på franska). Statistique Canada. 16 mars 2011. http://www12.statcan.gc.ca/census-recensement/2011/as-sa/fogs-spg/Facts-csd-fra.cfm?LANG=Fra&GK=CSD&GC=3518009. Läst 10 juli 2013.